# Efeito translativo
No direito processual civil brasileiro, denomina-se efeito translativo de um recurso aquele que enseja a apreciação pelo órgão revisor de toda matéria de ordem pública, apreciável "ex officio".
Entende-se por efeito translativo a capacidade que tem um tribunal de avaliar matérias que não tenham sido objeto do conteúdo do recurso, por se tratar de assunto que se encontra superior à vontade das partes. Em outras palavras, o efeito translativo independe da manifestação da parte, eis que a matéria tratada vai além da vontade do particular, por ser de ordem pública.

## Base positiva
O parágrafo 3º do artigo 485 do Código de Processo Civil brasileiro (Lei Federal 13.105, de 16 de março de 2015) fixa que:
"§ 3º O juiz conhecerá de ofício da matéria constante dos incisos IV, V, VI e IX, em qualquer tempo e grau de jurisdição, enquanto não ocorrer o trânsito em julgado".
A matéria constante dos incisos IV, V e VI do artigo mencionado são as seguintes:
"IV - verificar a ausência de pressupostos de constituição e de desenvolvimento válido e regular do processo;
V - reconhecer a existência de perempção, de litispendência ou de coisa julgada;
VI - verificar ausência de legitimidade ou de interesse processual;
(...)
IX - em caso de morte da parte, a ação for considerada intransmissível por disposição legal"
As matérias de ordem pública, que podem ser analisadas de ofício pelo magistrado em instância ordinária, nos recursos de natureza extraordinária, devem ter sido debatidas pelo Tribunal a quo. Na instância ordinária é pleno o efeito translativo dos recursos, ficando as matérias de ordem pública totalmente submetidas ao Tribunal, que delas deverá conhecer independentemente de provocação das partes (ex officio).

Nesse sentido tem-se o recente acórdão da lavra do Ministro Castro Meira, verbis:
"TRIBUTÁRIO. PROCESSUAL CIVIL. RECURSO ESPECIAL. VIOLAÇÃO AO ART. 535, II, DO CPC. ARGÜIÇÃO GENÉRICA. SÚMULA 284/STF. PIS. BASE DE CÁLCULO. SEMESTRALIDADE. JULGAMENTO ULTRA PETITA. MATÉRIA DE ORDEM PÚBLICA. PREQUESTIONAMENTO. EFEITO TRANSLATIVO DO RECURSO ESPECIAL. PRESCRIÇÃO. COMPENSAÇÃO ENTRE QUAISQUER TRIBUTOS. IMPOSSIBILIDADE. CORREÇÃO MONETÁRIA. EXPURGOS INFLACIONÁRIOS. APLICAÇÃO.
1. Até mesmo as questões de ordem pública, passíveis de conhecimento ex officio, em qualquer tempo e grau de jurisdição ordinária, não podem ser analisadas no âmbito do recurso especial se ausente o requisito do pré-questionamento.
2. Excepciona-se a regra se o recurso especial ensejar conhecimento por outros fundamentos, ante o efeito translativo dos recursos, que tem aplicação, mesmo que de forma temperada, na instância especial. Precedentes da Turma.
3. Aplicação analógica da Súmula n.º 456/STF, segundo a qual "O Supremo Tribunal Federal, conhecendo do recurso extraordinário, julgará a causa, aplicando o direito à espécie".
4. Embora ausente o pré-questionamento dos artigos 2º, 128, 460, 475 e 515, todos do Código de Processo Civil, sendo a alegação de julgamento extra e ultra petita matéria de matéria de ordem pública e conhecido o recurso por outro fundamento, deve a questão ser conhecida e apreciada, em razão do efeito translativo do recurso especial."
(RECURSO ESPECIAL Nº. 814.885 - SE (2006/0022253-8), RELATOR: MINISTRO CASTRO MEIRA, Publicado no DJU de 19.5.2006, pág. 205).

1. 
2. 
3. 

- BUENO, Cassio Scarpinella, Curso Sistematizado de Direito Processual Civil, 3ª ed., São Paulo: Saraiva, 2011, pp. 116.

Regimento Interno do STJ: https://ww2.stj.jus.br/publicacaoinstitucional/index.php/Regimento/issue/view/1/showToc